# Charles Bugbee
Charles Bugbee, né le 29 août 1887 à Londres et mort le 18 octobre 1959 à Edgware, est un joueur de water-polo britannique.

## Biographie
Charles Bugbee est champion olympique avec l'équipe britannique en 1912 et en 1920.